# François Goetghebeur
Goetghebeur François, nacido el 13 de noviembre de 1974, director, fotógrafo, director de arte, principalmente ilustrado en el mundo de la música a través de grabaciones, documentales, retratos de artistas.

## Biografía
François Goetghebeur nació en la ciudad de Lille (Francia). Completó sus estudios en los Estados Unidos, persiguiendo un oficio con la intención de vivir en España desde 1996 hasta 1997. Más adelante decide ir en el Club Med y ser Director de Comunicaciones para el grupo sueco antes de conocer a LGM Producción en 1999, donde comenzó la producción antes de tomar el camino hacia el logro.

A partir de 2002, LGM Producción confió la redacción y eventos artísticos importante evento dónde produjo informes y películas corporativas en Europa, África, EE. UU. y Asia. Al mismo tiempo, firmó la realización del making of, teasers y documentales en EuropaCorp junto a Pierre-Ange Le Pogam y Luc Besson para el que trabajó como camarógrafo en particular sobre el establecimiento de « Arthur y los Minimoys ». Su primer cortometraje se selecciona festival de cine Méribel publicidad.

A partir de 2004, inició una serie documental diversos ("Voyage musical" ("Viaje musical") en toda Europa por Mezzo, "Tous proprios" ("Todos propietarios") para Discovery Channel,  "Guy Bedos" a CALT, ...) hizo varios comerciales (y por Pierre Palmade con Zinedine Zidane o Karembeu Adriana) y escribió y dirigió los programas de ficción breves destinados para la web ("Un geste pour l'environnement"("Un gesto por el medio ambiente") de la  Federación de «Caisse d’épargne », por ejemplo). Cuando LGM Producción y France Télévision  le da la oportunidad de filmar la Orquesta de París dirigida por Christoph Eschenbach (que más tarde se dio cuenta de que contenía todas las sinfonías de Mahler) es esencialmente alrededor de la música que centra su actividad de director, en 2006, la película del concierto de Alain Chamfort "Impromptu aux jardins du Luxembourg" fue nominada para Victoires de la Musique, "Carmina Burana dans la ville" está seleccionado y multiplicado películas FIPA música en diversas formas: grabaciones de conciertos, perfiles de artistas, videos, documentales ... desde la música sinfónica hasta el rap, jazz o rock, colabora con numerosos artistas tan diversos como Michel Legrand, Mathieu Chedid, Julien Clerc, Booba, Orelsan, Tryo, Oldelaf, Joey Starr, Sue Selah, Charlie Winston, Bonney Barbara, Alexandre Tharaud, Leroy Nolwenn, Thiéfaine Hubert-Félix, Dianne Reeves, Segal Vicente y Sissoko Ballaké, Jean-Claude Casadesus, Yannick Noah, Anne Sofie Von Otter, o lo acompaña Jacques Audiard como consultor para llevar a cabo para el concierto Raphael cantante.

Tras la realización de la película del concierto "Une nuit à Versailles", su encuentro con Vanessa Paradis decide desarrollar su trabajo como fotógrafo. Además de su investigación personal en torno a la fotografía, se le asignó la mayor brevedad establece para varios artistas como  Rafael, Julien Clerc, Louis Chedid, Rohff, Leroy Nolwenn, Thomas Langman y Vanessa Paradis en el que hizo las fotos la gira de 2010.

Desde 2010, con MORGAN Producción retoma varios formatos incluyendo Victoires du Jazz ; « integral  piano de Chopin » por Pierre Arditi y dirigió varios documentales entre ellos "Hellfest, metal dije a mi madre", presentado por Thomas VDB o "Une vie Saint Laurent "de Alain Chamfort. También escribió varios programas de televisión en horario de máxima audiencia de France télévision con « Le Gala de l'Union des Artistes » (el gala de la Unión de Artistas) en 2010, 2011 y 2012, el « Festival Interceltique de Lorient » o de noches especiales como la de todo artista Maxime Le Forestier (San Francisco la maison bleue (la casa azul)). Jean-Louis Aubert, inició el primer "concert unique" (concierto único) France Television y concierto combinando, desenchufado y el retrato íntimo de un artista.

En 2012 filmó su primera ópera en Chorégies d'Orange "Turandot", y su primer ballet de la Ópera de París. Participa en el proyecto de la película 48H ("hacer una película en 48 horas") coproduciendo con Nicolas Lebrun. La película "Jacques Serres" gana el premio a la mejor película, así como la mejor imagen entre los 113 presentados a la edición de París de 2012. François Goetghebeur publica en un sitio de redes sociales (Facebook): « una gran alegría: la mejor película de la edición 48 del proyecto cinematográfico París de más de 100 películas de este año en París! camino a Hollywood por la compet mundo con las películas ganadoras de las 116 ciudades que participan en el mundo! »

## Filmografía

### Documentales
- 2002:

- Michel Vaillant- Making of interactif (DVD & CANAL+) 	- (EuropaCorp)
- 24H con Mia Frye (DVD) 	- (EuropaCorp)

- 2003:

- Le Transporteur - Making of (DVD) 	- (EuropaCorp)
- Fanfan la Tulipe - Making of (DVD) 	- (EuropaCorp)

- 2004:

- Voyage musical à Praga (Viaje musical a Praga)- "Le violon sous l'oreiller" (52'-MEZZO) 	- (LGM)
- Voyage musical en Slovénie (Un viaje musical a través de Eslovenia) - "A chœur ouvert" (52'-MEZZO) 	- (LGM)
- 24H antes la IXe - Detrás de las escenas de la Orquesta de París (France Télévision) 	- (LGM)

- 2005:

- Voyage musical a Malte (Viaje musical a Malta) - "Pur Malte" (52'-MEZZO) - (LGM)
- Voyage musical en Andalousie (Un viaje musical en Andalucía) - "Sevilla"(52'-MEZZO) - (LGM)
- Voyage musical en Lituanie (Un viaje musical en Lituania) -"Géré" (52'-MEZZO) 	- (LGM)
- Jean-Claude Casadesus, Portrait d'un jeune homme (Retrato de un hombre joven)  - (LGM)
- Jean-Claude Casadesus, Escapade à Prague (Escape a Praga)	- (LGM)

- 2006 :

- Voyage musical en Suède (Viaje musical en Suecia) - Happy Swedish People (52'-MEZZO) 	- (LGM)
- Voyage musical au Danemark (Viaje musical en Dinamarca) - We were vikings (52'-MEZZO) 	- (LGM)
- Taxi 3 - Making of (DVD) 	- (EuropaCorp)
- Magali Leger - Cantatrice Nouvelle Génération (Cantante de Nueva Generación) (26') 	- (CLC)
- Tous proprios / les combles (todos los propietarios / los áticos) (Discovery chanel, NT1) 	- (KOPROD)

- 2007 :

- Tous proprios / les lofts (todos los propietarios / el desván)  (Discovery channel, NT1) 	- (KOPROD)
- Tous proprios / acheter un appart à Paris (Todos los propietarios / comprar un apartamento en París)  (Discovery channel, NT1) 	- (KOPROD)
- Tous proprios Best of (todos propietarios - Best of)   (Discovery channel, NT1) 	- (KOPROD)
- "Bedos, c'est moi!" ("Bedos, soy yo!") - Portrait (60') - Avec Jamel Debouze, Gad Elmaleh, Muriel Robin, Thierry Ardisson, Michel Drucker… - (CALT)
- Epk & retrospective (Epk y retrospectivo) Yves St Laurent, Petit Palais

- 2010 :

- Une vie Saint Laurent, Alain Chamfort - Epk & retrospective St Laurent Petit Palais (Epk y retrospectivo St Laurent Petit Palais)	- (TESSLAND)
- D'une rive à l'autre (Un banco a otro): 9 documentales- (PMP MORGANE)
- Vanessa Paradis -Tournée été 2011 (Verano 2011 Tour) 	- (PMP MORGANE)

- 2011 :

- Une journée avec Nolwenn Leroy (Un día con Nolwenn Leroy) (90', France 3) 	- (PMP MORGANE)
- Une vie Saint Laurent - documental France 5 	- (MORGANE)
- Hellfest : le métal expliqué à ma mère (metál dije a mi madre) (con Thomas VDB) 	- (BLEU IROISE)
- Maxime Le Forestier - "C'est une maison bleue" (France Télévision) 	- (BHD WORLD)
- Julien Clerc, Fou, peut-être  - documental (60')
- Les victoires de la musique jazz (120', France Télévision) 	- (PMP MORGANE)

- 2012:

- Sheila (France Télévision) 	- (PMP MORGANE)
- Les Stentors - TF1 musicà	- (TF1 Musique)

### Películas musicales
- 2002 :

- Masterclass à l'école normale de musique (Clase magistral en la Escuela Normal de Música) : Barbara Bonney - François-René Duchâble - Paul Badura-Skoda 	- (LGM)

- 2004 :

- Orchestre de Paris, Christoph Eschenbach : Beethoven Ixe Symphonie & Rendering de Berio 	- (LGM)
- Récitals au musée d'Orsay (Recitales en el Museo de Orsay) : José van Dam - Anne Sofie von Otter 	- (LGM)
- Tété en zénith de París 	- (Dance hall)

- 2005:

- CARMINA BURANA DANS LA VILLE (enlace roto disponible en Internet Archive; véase el historial, la primera versión y la última). (Jean-Philippe Sarcos) (FIPA) 	- (LGM)
- Orchestre national de Lyon  / Le concerto - St Saens, Haydn, Bartok 	- (CLC)
- Alain Chamfort : Impromptu aux jardins du Luxembourg (nominé aux Victoires de la Musique) (Impromptu jardines de Luxemburgo (nominado a Victoires de la Musique))	- (MARCASSIN)
- Jean-Claude Casadesus Concert Anniversaire (Concierto Aniversario), Orchestre national de Lille 	- (LGM)

- 2006 :

- Orchestre national de Lille - Jean-Claude Casadesus - Chaikovski Thierry Escaich 	- (Cercle bleu)

- 2008:

- Anne Gastinel (Sinfonía n.º 1 de Brahms) con la Orchestre national de Lyon)	- (CLC
- Martha Argerich & Akiko Ebi - Récital piano à Lyon (Recital de piano en Lyon) 	- (CLC)
- Roger Muraro - Récital piano à Lyon (Recital de piano en Lyon)	- (CLC)
- Turangalîla-Symphonie - Orchestre de Paris - Pleyel 	- (CLC)
- Goran Bregović et son orchestre pour les mariages et les enterrements (Goran Bregović y su orquesta para bodas y funerales) - Nuits de Fourvière 	- (GRAND ANGLE)
- Le Trio Kadinsky (Harri Maki) Granada Festival : Alhambra	- (Grand angle)

- 2009:

- Granada 2009 Alhambra: London Haydn Quartet- Eric Hoeprich 	- (Grand angle)
- Orchestre de Paris - intégrale des symphonies de MAHLER (sinfonías completas de  Mahler), Christoph Eschenbach (France télévision) 	- (LGM)
- Orchestre de Paris - Symphonie (sinfonía) MAHLER 5 - Pleyel 	- (LGM)
- Orchestre de Paris - Symphonie (sinfonía) MAHLER 4 - Pleyel 	- (LGM)
- Orchestre de Paris - Symphonie (sinfonía) MAHLER 3 - Pleyel  	- (LGM)
- Orchestre de Paris - Symphonie (sinfonía) MAHLER 7 - Pleyel	- (LGM)
- Quatuor Debussy a Lyon 	- (CLC)
- Lilya Zilberstein - récital de piano à Lyon (Recital de piano en Lyon)	- (CLC)
- Cantates de Bach - Ambronay 2009, la petite bande 	- (CLC)
- Vincent Ségal & Ballaké Sissoko - KoraCello (Rhinojazz) 	- (CLC)
- Stabat Mater de Pergolèse - Le banquet céleste à l'oratoire du Louvre (El banquete celestial en el Oratorio del Louvre)	- (CLC)
- Krakow Festival 2009: Il Giardino Armonico - Fabio Biondi 	- (GRAND ANGLE)
- DVD "Oldelaf en concert pour l'éternité" (DVD "Oldelaf vivir para la eternidad")	- (Roy Music)

* Orquesta Nacional de Lille (en vivo) - (3 Bares Prod)
* Kery James en Olympia - (PMP MORGANE)
* Matthieu Chedid - Showcase Mister Mistere en La Cigale-(PMP MORGANE)
* Rohff en el Zenith de París - (PMP MORGANE)
* Tryo: en vivo en Bercy - (PMP MORGANE)
* Michel Legrand - Symphony Concert (música de cine) - (LGM)
* Michel Legrand, Big Band Jazz - Pleyel "Legrand Back In Paris" - (LGM)
- 2010:

- Juan Guihen Queyras y Dalberto - Piano Recital en Lyon - (CLC)
- Iddo Bar-Shai - Recital de piano en Lyon - (CLC)
- Nicholas Angelich - Recital de piano en Lyon - (CLC)
- Eric Lesage juego Schumann - Recital de piano en Lyon - (CLC)
- Week-end musique de chambre française à Pleyel (Fin de semana música de cámara para el francés Pleyel) - (CLC)
- Dianne Reeves au Châtelet "My Living Room in Paris" 	- (GRAND ANGLE)
- Krys à L'Elysée Montmartre 	- (GRAND ANGLE)
- Real limit - Zénith de Paris 	- (GRAND ANGLE)
- Bon Anniversaire (Feliz cumpleaños Sr.) M. Chopin / Intégrale (Integral) Chopin (15horas 54minutos!!!) 	- (PMP MORGANE)
- 49e "Gala de l'Union des artistes" La Gala del 49 aniversario de la Unión de Artistas) (primetime France) 	- (PMP MORGANE)
- Christoph Eschenbach - Anniversaire 70 ans (Cumpleaños 70 anos) - MOZART 12 & 23 	- (LGM)
- Liat Cohen, une guitare à Prague (una guitarra a Praga)	- (GRAND ANGLE)
- Amel Bent - Zénith de Paris	- (GRAND ANGLE)

- Le Printemps de Bourges 2010 :

- BB Brunes (59'47) 	- (PMP MORGANE)
- Eiffel	- (PMP MORGANE)
- Nada Surf	- PMP MORGANE)
- Pony Pony Run Run 	- (PMP MORGANE
- Two Door Cinema Club	- (PMP MORGANE)
- Caravan Palace	- (PMP MORGANE)

- Vanessa Paradis - Une nuit à Versailles (una noche en Versailles) (CANAL+ & DVD) 	- (PMP MORGANE)
- Vanessa Paradis Unplugged (en coulisses du Casino de Paris) ((Backstage en el Casino de Paris))	- (PMP MORGANE)
- 40e festival interceltique de Lorient(Lorient Festival Inter-Céltico) (PrimeTime France3) 	- (BLEU IROISE)
- 113 en Bataclan 	- PMP MORGANE)
- Raphaël par Jacques Audiard (Asesor Artístico)	- (ANGORA)
- Alain Chamfort, cortar À la droite de Dior 	- MAGE MUSIC - (TESSLAND)

- 2011 :

- Oldelaf, cortar "la tristitude" 	- (Roy Music)
- Ben Mazué - 3 clips : "Mes monuments", "C'est léger", "Feeling high" (SONY - MOVIDA)
- Oldelaf - Alhambra Paris	- (AVP)
- Nolwenn Leroy, Nuit bretonne (France 3) 	- (PMP MORGANE)
- La Fouine Zénith de Paris  	- (PMP MORGANE)
- Concert Budapest Orchestra, Pleyel 	- (CLC)
- Oldelaf en concert  	- (CLC)
- Festival Interceltique de Lorient (FIL) 2011 (Primetime France 3) 	- (PMP MORGANE)
- Tri Yann: concert anniversaire à Lorient 	- (PMP MORGANE)
- Booba Live à Bercy 	- (PMP MORGANE)
- Jean-Louis Aubert - Concert unique(France 2) 	 (GRAND ANGLE - ANGORA)
- Vanessa Paradis, Mathieu Chedid, Sean Lennon / Un monstre à Paris - Direct Trianon, 100 salles Pathé 	- (CHENELIERE PROD)
- Le 50e Gala de l'union des artistes (La Gala del 50 aniversario de la Unión de Artistas) (Prime time France 2) 	- PMP MORGANE - (ANGORA)
- Hubert-Félix Thiéfaine 'Homo Plebis Ultimae Tour' (DVD SONY MUSIC) 	- (PMP MORGANE)
- Les prêtres Gloria (DVD TF1) 	- (TF1 PRODUCTION)
- Les victoires de la musique Jazz (Las victorias de música Jazz) (120', France Télévision) 	- (PMP MORGANE)

- 2012 :

- Alan Stivell 1972-2012 : concert anniversaire à l'Olympia (aniversario concierto en el  Olympia)	- (PMP MORGANE)

### Foto
- 2009 : Rohff en zénith	 CD DVD cobertura viva
- 2010 : Vanessa Paradis :fotos del folleto turístico para CD / DVD y prensa - (Barclay - Universal)
- 2011:	Raphaël vu par (visto por) Jacques Audiard - Photos CD/DVD  - (EMI)
- 2011 : Julien Clerc - Fou, peut-être - Estudio de fotografía de prensa - (EMI)
- 2011 : Julien Clerc - Julien Clerc - Fotos gira - (Free Demo)

### Espectáculos y ficciones
- Maïwenn - Le pois chiche au Café de la gare (Garbanzo en el Café de la Gare)
- 2007 : Casino Lucien Barrière - Jour de chance (Día de suerte) (Les Chinois) - (PRIME TOUCH)
- 2008 : Un geste pour l'environnement: 52 épisodes (Algo para el medio ambiente: 52 episodios) (LCP) - (AIRBLOC)
- 2008 : Flamenka Nueva en casino de Paris - (2425 PROD)
- 2009 : El precio de Lausanne en vivo (Mezzo) - (prix de Lausanne)
- 2010 :  Cabaret nuevo burlesque a la Nueva Eva[5] (direct PARIS PREMIERE & DVD) - (ANAE)
- 2011 : Laurent Lafitte, "comme ça se prononce" (direct PARIS PREMIERE & DVD) - (ANAE)
- 2012 : Surenes cité danse 2011 - ouverture & clôture (abrir y cerrar) (France 2) - (SOUFFLEURS DE VERT)

### Corporate
- 2002 : film interne - Coulisses (película interna - Backstage) Cannes 2002 	- (EuropaCorp)
- 2004 : diseño, redacción y dirección de arte de la Federación Nacional de Obras Públicas y los del grupo de construcción COLAS	- (LGM)
- 2007 :  Colas Indonesia, Malasia, Vietnam, Tailandia	-(Colas)
- 2007 : Casino Lucien Barrière - Lucky Day, ficción interactiva	-(PRIME TOUCH)
- 2009 : Canderel, Retratos	-(2425 PROD)

### Publicidades
- 2004 : FNTP "Un métier pour les hommes", "Les jeunes" (FNTP "Un trabajo para hombres", "joven")	- (LGM)
- 2006 : Imposture - Patrick Bouchitey- Teaser  	- (EuropaCorp)
- 2006 : St Hubert cholegram	- (2425 PROD)
- 2006 : Saga St Hubert Omega 3 : 4 films 	- (2425 PROD)
- 2006 : Zinedine Zidane - Assurances GENERALI 	- (2425 PROD)
- 2006 : Adriana Karembeu - Aicha light (confiture)(Maroc) 	- (2425 PROD)
- 2006 : Colas Vegecol 	- (2425 PROD)
- 2007 : Paris fait sa comédie 2007 (París 2007 hizo su comedia) (M6) 	- (CALT)
- 2007 : Colas nanosoft 	- (LGM)
- 2008 : Paris fait sa comédie 2008 (París 2008 hizo su comedia) (M6) 	- (CALT)
- 2008 : Pub Pierre Palmade le comique ( el cómic) (TF1) 	- (THEATRE FONTAINE)
- 2009 : Paris fait sa comédie 2009 (M6) (París hizo su comedia 2009 (M6))	- (CALT)
- 2011 : Pub Julien Clerc - Fou, peut-être (TF1) 	- (MAGALI FILM)
- 2012 : Pierre Palmade, Michèle Laroque Ils se re-aiment, - (TANGO) (TF1) 	avec volontiers/Kinaime

### Otros
- Operador de cámara para Luc Besson, Arthur et les Minimoys (film) - (EuropaCorp)
- 2011 : Asesor Artístico de Jacques Audiard pour Raphaël live
- 2011 : director artístico y coescrito cinco canciones del álbum le monde est beau Oldelaf	- (Roy Music)

## Lazos externos
- Sitio oficial (enlace roto disponible en Internet Archive; véase el historial, la primera versión y la última).
- François Goetghebeur en Internet Movie Database (en inglés).